# Saint-Geniès-Bellevue
Saint-Geniès-Bellevue é uma comuna francesa na região administrativa da Occitânia, no departamento do Alto Garona. Estende-se por uma área de 3.78 km², com 2.452 habitantes, segundo os censos de 2018, com uma densidade de 650 hab/km².